# Altopiani di Elgar
Gli Altopiani di Elgar sono altopiani che si ergono a 1.900 metri, tra il Passo Tufts a nord e il Ghiacciaio Sullivan a sud, nella parte settentrionale dell'Isola Alessandro, Antartide. 

## Storia
Furono per la prima volta fotografati dall'aria e mappati approssimativamente dalla Spedizione britannica nella Terra di Graham nel 1937. Sono stati rimappati dalle foto aeree scattate dalla Spedizione antartica di ricerca Ronne, 1947-1948, da D. Searle della Falkland Islands Dependencies Survey nel 1960 e dalle immagini Landsat degli Stati Uniti del febbraio 1975. 
Furono denominati dal Comitato dei Nomi dei Luoghi Antartici nel Regno Unito in onore di Sir Edward Elgar, il compositore inglese (1857-1934).